# Shaun King
Shaun Earl King (St. Petersburg, 29 maggio 1977) è un ex giocatore di football americano statunitense che ha giocato nel ruolo di quarterback nella National Football League (NFL). Al college ha giocato a football alla Tulane University.

## Carriera professionistica

### Tampa Bay Buccaneers
King fu scelto dai Tampa Bay Buccaneers nel secondo giro del Draft NFL 1999. A metà della sua stagione da rookie, il quarterback titolare Trent Dilfer si infortunò, portando Shaun a partire come titolare. King prese in mano le redini della squadra guidandola alla rimonta in classifica, al titolo di division della NFC Central e alla vittoria sui Washington Redskins nel divisional round dei playoff. Una settimana dopo la squadra si fermò a un passo dai Super Bowl XXXIV perdendo la finale della NFC 11-6 contro i St. Louis Rams con King in cabina di regia.
La miglior stagione della carriera di King fu la sua seconda, nel 2000. Egli giocò come titolare tutte le 16 gare della stagione, guidando la squadra a un record di 10-6 e alla qualificazione ai playoff, in cui furono sconfitti nel turno delle wild card dai Philadelphia Eagles. Shaun passò 18 touchdown, con 13 intercetti e altre cinque marcature segnate su corsa.
Nel 2001 King fu sostituito come titolare da Brad Johnson che guidò la squadra alla vittoria del Super Bowl XXXVII, con Shaun relegato al ruolo di terzo quarterback, tendenza che proseguì anche nelle due stagioni successive.

### Anni successivi
Dopo la fine dell'esperienza ai Bucs, King passò per una stagione agli Arizona Cardinals in cui partì solo due volte come titolare. In seguito firmò con Lions e Colts ma vi rimase solo per la pre-stagione. La sua carriera si concluse nella Arena Football League in cui in una partita lanciò ben dieci touchdown contro i Grand Rapids Rampage. Il 30 maggio 2007, King firmò con gli Hamilton Tiger-Cats della Canadian Football League, ma fu svincolato otto giorni dopo citando l'impossibilità di adattarsi al gioco della CFL in quel breve lasso di tempo.

## Palmarès

### Franchigia
- Super Bowl : 1

Tampa Bay Buccaneers: XXXVII
- National Football Conference Championship: 1

Tampa Bay Buccaneers: 2002

### Individuale
- Record della NCAA Division I per passer rating in una stagione (183,3)

## Statistiche
| Yard passate  | 4.566 |
| Touchdown     | 27    |
| Intercetti    | 24    |
| Passer rating | 73,4  |